# Caitlin Sanchez
Caitlin Sanchez (Englewood, Nueva Jersey; 17 de enero de 1996) es una actriz estadounidense, conocida por ser la segunda voz del personaje de Dora en la serie de animación infantil de Nickelodeon Dora the Explorer.

## Primeros años
De Ascendencia puertorriqueña, nació en una familia de raigambre musical. Empezó a tocar el piano a los cuatro años, y en el Yamaha Music Center, ganó el Yamaha Corporation's Young Composer's Award en 2004 por una composición original de jazz. Ha actuado varias veces en el New Jersey Performing Arts Center, Victoria Theatre, y ha ganado el prestigioso Tito Puente Musical Scholarship Award dos veces, en 2005 y 2007. También ha ganado varias veces y ha presentado la competición Hispanic Youth Showcase que tiene lugar en Nueva Jersey.
Como ávida fan del jazz, disfruta escuchando música de John Coltrane, Thelonious Monk, Bud Powell y las vocalistas Ella Fitzgerald y Billie Holiday. Cuando Robert Siegel indició que era raro para alguien de su edad ser fan de Thelonious Monk, Sanchez respondió que «[é]l tiene un estilo muy único. Toca el piano como golpeándolo. Me encantan sus sonidos. Algunas veces está arriba; otras veces baja. Está lleno de sorpresas».

## Carrera
En 2008 tomó el control de la voz protagonista del personaje de ocho años en Dora la Exploradora. Fue seleccionada de entre 600 chicas que audicionaron.
Además de aparecer en varios anuncios nacionales, su otro trabajo en televisión incluye a Lupe Rojas en un episodio de Ley & Orden: SVU, ("Uncle" 2006) y apareció como Celia, la hija del personaje de Carlos Ponce, en Mujeres de Manhattan. Su trabajo en el cine incluye aparecer en la película Phoebe en Wonderland.
Cantó el Himno nacional de los Estados Unidos en el juego de la NBA en el Centro IZOD el 21 de noviembre de 2009.

## Filmografía
- 2006: Ley & Orden: SVU – Lupe Rojas (1 episodio)
- 2008: Dora la Exploradora – Dora (serie de televisión; 2008–2012)
- 2008: Phoebe in Wonderland – Monica
- 2008: Mujeres de Manhattan – Celia Vega
- 2008: Dora Saves the Snow Princess – Dora
- 2009: Dora Saves the Crystal Kingdom – Dora
- 2009: Dora's Christmas Carol Adventure – Dora
- 2011: Dora's Ballet Adventure – Dora
- 2011: Dora's Enchanted Forest Adventure – Dora
- 2012: The Secret of Atlantis – Dora
- 2012: Dora's Knighthood Adventure – Dora

## Discografía
- Dora's Party Favorites
- Dora's Christmas
- We Did It! Dora's Greatest Hits

## Premios y nominaciones
- 2009 40th NAACP Image Awards: Intérprete Destacable en un Programa Joven/Infantil por Dora the Explorer
- 2009 Imagen Awards: Mejor Actriz/Televisión por Dora la Exploradora
- 2010 41st NAACP Image Awards: Intérprete Destable en un Programa Joven/Infantil porDora la Explororadora
- 2010 Imagen Awards: Mejor Actriz/Televisión por Dora la Exploradora